# René Zok
René Zok (* 1967 in Löderburg) ist ein deutscher Kommunalpolitiker (CDU). Er war von 2008 bis 2015 parteiloser Oberbürgermeister der Stadt Staßfurt und wurde 2022 als Bürgermeister wiedergewählt.

## Leben
Zok arbeitete als Bereichsleiter der Staßfurter Stadtwerke. Am 13. April 2008 wurde er mit 53,79 Prozent der Stimmen und einem Vorsprung von 342 Stimmen zum Oberbürgermeister der Stadt Staßfurt gewählt. Er trat sein Amt am 1. Juli 2008 an und blieb bis zum Jahr 2015. Seit 2015 ist er im Fahrdienst der Lebenshilfe Bördeland gGmbH tätig. Im Jahr 2022, mittlerweile ist er der CDU beigetreten, stellte er sich erneut zur Wahl zum Bürgermeister und gewann am 3. April 2022 die Stichwahl mit 53 % der Stimmen gegen Amtsinhaber Sven Wagner.